# مسابقات ورزش‌های آبی اروپا ۱۹۹۷
مسابقات ورزش‌های آبی اروپا ۱۹۹۷ از ۱۹ تا ۲۴ آگوست ۱۹۹۷ در شهر سویا، اسپانیا برگزار شده است.

## جدول مدال‌ها
میزبان 
| رتبه  | کشور                  | طلا | نقره | برنز | مجموع |
| ۱     | روسیه                 | ۱۶  | ۹    | ۳    | ۲۸    |
| ۲     | آلمان                 | ۱۵  | ۸    | ۱۰   | ۳۳    |
| ۳     | مجارستان              | ۴   | ۱    | ۲    | ۷     |
| ۴     | ایتالیا               | ۳   | ۵    | ۵    | ۱۳    |
| ۵     | هلند                  | ۲   | ۲    | ۳    | ۷     |
| ۶     | اسپانیا               | ۲   | ۲    | ۲    | ۶     |
| ۷     | جمهوری ایرلند         | ۲   | ۲    | ۰    | ۴     |
| ۸     | بریتانیای کبیر        | ۲   | ۱    | ۳    | ۶     |
| ۹     | بلاروس                | ۲   | ۰    | ۱    | ۳     |
| ۱۰    | فرانسه                | ۱   | ۷    | ۴    | ۱۲    |
| ۱۱    | سوئد                  | ۱   | ۳    | ۳    | ۷     |
| ۱۲    | دانمارک               | ۱   | ۰    | ۲    | ۳     |
| ۱۳    | اوکراین               | ۰   | ۶    | ۳    | ۹     |
| ۱۴    | اسلواکی               | ۰   | ۳    | ۰    | ۳     |
| ۱۵    | لهستان                | ۰   | ۱    | ۱    | ۲     |
| ۱۶    | اسرائیل               | ۰   | ۱    | ۰    | ۱     |
| ۱۶    | جمهوری فدرال یوگسلاوی | ۰   | ۱    | ۰    | ۱     |
| ۱۸    | جمهوری چک             | ۰   | ۰    | ۳    | ۳     |
| ۱۹    | بلژیک                 | ۰   | ۰    | ۲    | ۲     |
| ۲۰    | اتریش                 | ۰   | ۰    | ۱    | ۱     |
| ۲۰    | فنلاند                | ۰   | ۰    | ۱    | ۱     |
| ۲۰    | رومانی                | ۰   | ۰    | ۱    | ۱     |
| Total | Total                 | ۵۱  | ۵۲   | ۵۰   | ۱۵۳   |